# Света Теодора (Арта)
„Света Теодора Петралифина“ (на гръцки: Αγία Θεοδώρα Άρτας) е православна църква в Арта, Гърция, посветена от Теодора Петралифина.
Първата църква е построена през 11 век под формата на базилика. В 1270 г. деспотицата Теодора ремонтира църквата, която е служила като метох, и добавя притвора и два фронтона. През 13 век е добавен екзонартексът.
Теодора Петралифина след смъртта на съпруга си живее в манастир до края на живота си, след което е погребана тук. Днес мощите ѝ се пазят в църквата.